# Шумський Юрій Васильович

Надгробок Юрія Шумського

Ю́рій Васи́льович Шу́мський (справжнє прізвище Шомін) (5 (17) листопада 1887, Тирасполь — 7 червня 1954, Київ) — український радянський актор театру і кіно. Народний артист СРСР (1944). Двічі лауреат Сталінської премії (1950, 1951).

## Біографія
Народився 5 листопада 1887 року в місті Тирасполі. 1917 року організував у Херсоні самодіяльний український драматичний театр і студію; пізніше перейшов до Одеської «Держдрами» (1925–1934) і Київського театру ім. І. Франка (1934–1954).
Жив у Києві.
Під час німецько-радянської війни загинули обидва його сини — Петро (1914—1941) і Борис (1916—1945), випускники Київського політехнічного інституту, талановиті інженери.
Юрій Васильович пішов з життя 7 червня 1954 року. Похований на Байковому кладовищі.

## Театральна діяльність
Шумський — яскравий актор перевтілення, у світовому репертуарі в ролях:
- Петруччо та Бенедикта («Приборкання непокірної» та «Багато галасу даремно» В. Шекспіра),
- Фіґаро («Весілля Фіґаро» П. Бомарше),
- Філіппа II («Дон Карлос» Ф. Шиллера),
- Нейля («Композитор Нейль» Г. Кауфмана);

в сучасному українському репертуарі:
- Гнат Гиря («97» М. Куліша),
- Дудка («Республіка на колесах» Я. Мамонтова),
- Зіновій («Яблуневий полон» І. Дніпровського)
- та в численних драмах О. Корнійчука («В степах України» та «Калиновий гай», ролі Галушки та Романюка);

Шумський виступав також в українському і російському класичному репертуарі; виконав близько 160 ролей; крім того, брав участь у радіовиставах.

## Фільмографія
Знімався у кіно з 1925 року у фільмах:
- «Вася-реформатор» (1926, Григорій, Васин дядько)
- «Тарас Шевченко» (1926)
- «Борислав сміється» (1927, Бенедіо)
- «Беня Крик» (1927, грабіжник)
- «Напередодні» (Малина)
- «Буря» (1928, Силін)
- «Нічний візник» (1929, офіцер контррозвідки)
- «Ескадрилья № 5» (1939, командарм)
- «Третій удар» (1948, Василевський)
- «В степах України» (1952, Кондрат Галушка)
- «Калиновий гай» (1953, Романюк)

## Нагороди, пам'ять

Меморіальна дошка

Двічі лауреат Сталінської премії (1950, 1951).
1955 року у Києві на його честь названо вулицю, 1992 року — вулицю у Львові, яку у 2022, у рамках декомунізації, перейменували на честь Академіка Ісаєвича. На будинку № 14 по вулиці Володимирській, де з 1944 по 1954 рік жив Ю. В. Шумський, 19 січня 1965 року встановлено меморіальну дошку (скульптор І. Кавалерідзе).
1965 року про актора знято науково-популярний фільм С. Л. Шульмана «Юрій Шумський».